# Phrynosoma braconnieri
El lagarto cornudo de cola corta (Phrynosoma braconnieri) es una rara especie de lagarto originario de México. El epíteto específico, braconnieri, es en honor al naturalista francés Seraphin Braconnier.

## Taxonomía
El género Phrynosoma posee características particulares en la forma del cuerpo que los distinguen de otras especies de lagartos, la presencia de cuernos y bastantes extremidades dorsales con apariencia de espina entre otras.

## Descripción
La forma de la cabeza que presenta esta especie, es considerablemente más ancha que larga, presenta el cuerno supraorbital curveado, las escamas de la región temporal se extienden hasta la región lateral posterior, la escama nostril presenta perforaciones, bordeadas claramente o separados por una escama, la nostril está separada de la rostral por cuatro escamas, tres escamas en el otro perfil dorsal; escama rostral pequeña.

## Reproducción
El desarrollo embrionario se lleva a cabo durante el final de otoño y principios de invierno dándose el parto al principio de a primavera del siguiente año

## Ubicación
Esta especie es endémica de la parte centro-sur de México particularmente en los estados de Puebla y Oaxaca, y su tipo de hábitat es el matorral

## Protección
Actualmente se encuentran protegida por las leyes mexicanas, sin embargo, la extracción de estas especies con fines comerciales es común ya que su apariencia es atractiva y poco usual.